# Pałac w Kwitajnach
Pałac w Kwitajnach (niem. Schlos Dönhoff) – zabytkowy pałac w osadzie Kwitajny (osada).
Pałac zbudowany w latach 1728-40 na planie prostokąta; od frontu ryzalit zwieńczony trójkątnym szczytem; kryty blaszanym dachem czterospadowym; przebudowany w 1848. W części szczytowej (frontonowej) kartusz z herbami szlacheckimi: Phillipa Otto von Donhoff (1710-1798, L) i jego żony Marii Amalii zu Dohna-Schlodien (1723-1798, P). Obiekt jest częścią zespołu pałacowego, w skład którego wchodzą jeszcze:
- park z XVIII–XIX w.
- pomnik poległych w I wojnie światowej
- oranżeria z 1850[5]

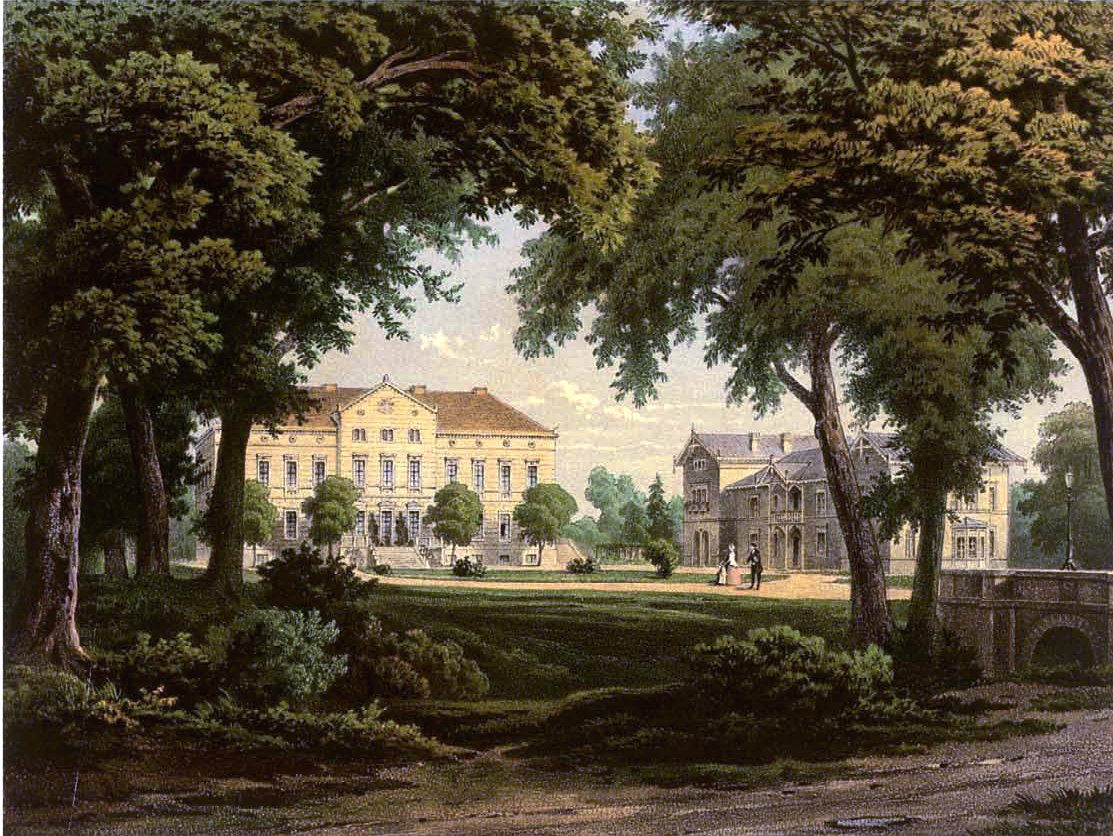
Pałac wg A. Dunckera
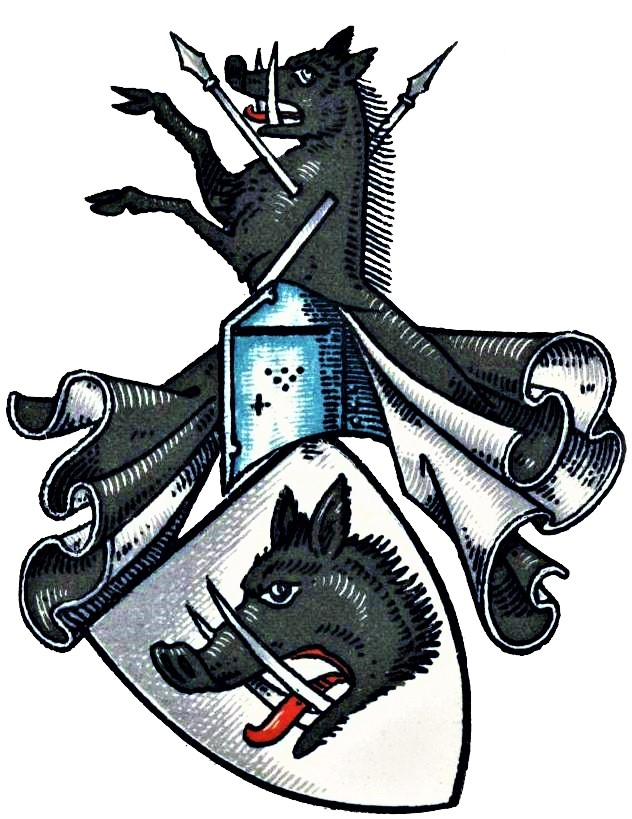
Herb von Dönhoff
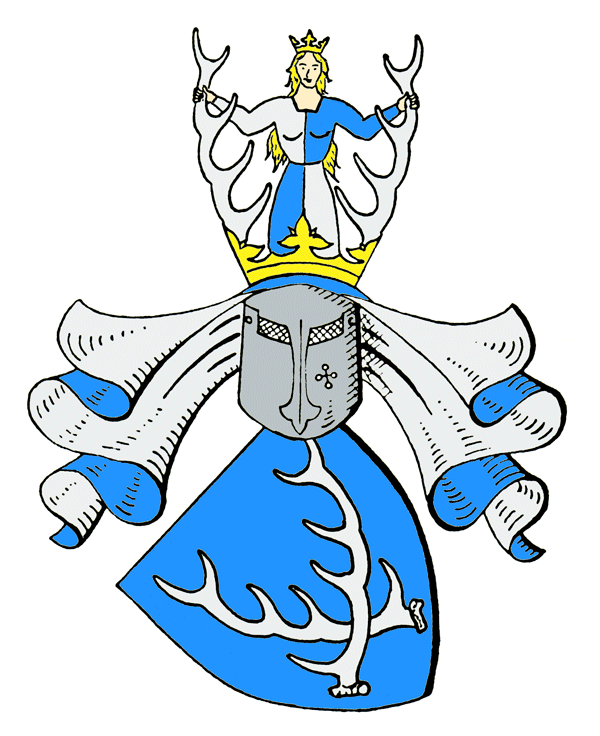
Herb von Dohna